# 暗色猪笼草
暗色猪笼草（学名：Nepenthes fusca）是婆罗洲特有的热带食虫植物。其海拔分布范围广，多附生于苔藓森林中。暗色猪笼草的种加词“fusca”来源于拉丁文“fuscus”，意为“深棕色的”或“深色的”，指其捕虫笼的颜色。

## 植物学史
1925年10月12日，弗雷德里克·恩德特在由茂物森林研究所组织的一次对婆罗洲中部的考察中，于东加里曼丹的凯蒙山海拔约1500米处采集到了已知的第一份暗色猪笼草标本。在这次考察中，弗雷德里克·恩德特还采集到了已知的第一份柔毛猪笼草（N. mollis）标本。这份编号为“Endert 3955”的暗色猪笼草标本含雄性花序，存放于茂物植物园植物标本馆中。弗雷德里克·恩德特在1927年的考察笔记中详细描述了暗色猪笼草，但当时他将其误认为是维奇猪笼草（N. veitchii）。

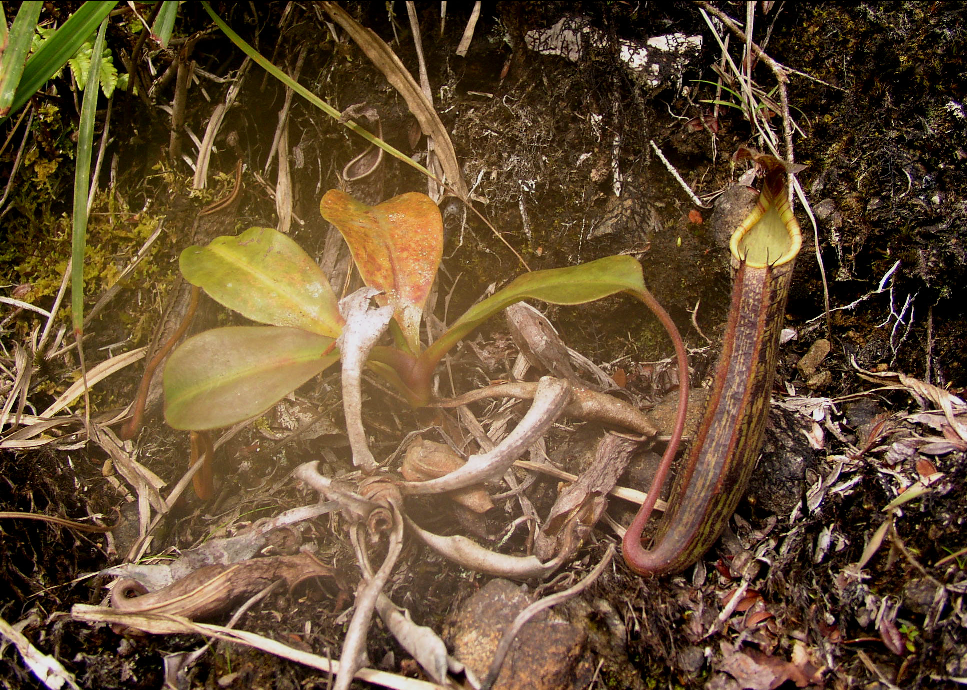
产自基纳巴卢山马西劳的幼年暗色猪笼草植株

荷兰植物学家B·H·丹瑟在其1928年出版的开创性著作《荷属东印度群岛的猪笼草科植物》中正式描述了暗色猪笼草。丹瑟的描述仅根据“Endert 3955”号标本，并没有参考其他标本。B·H·丹瑟关于暗色猪笼草这样写道：
|  | 这个新的物种与维奇猪笼草和窄叶猪笼草（N. stenophylla ）同域分布，与大猪笼草（N. maxima）之间存在着密切的亲缘关系，但不易与其他猪笼草物种相混淆。根据弗雷德里克·恩德特的描述，暗色猪笼草生长于狭窄石山脊上覆盖着腐殖质的森林中，其并不少见。 |

产自沙巴的部分猪笼草曾被认为是暗色猪笼草，但植物学家简·斯洛尔（Jan Schlauer）很早就注意到了暗色猪笼草的模式标本与这些产自沙巴的植株之间存在的差别，而在仓田重夫所著的《基纳巴卢山的猪笼草》中，这些植株被认为是窄叶猪笼草。但马修·杰布并不认为这些差异足以将它们分为两个独立的物种。他认为模式标本是由中位笼组成的，这就使得实际的植株表现为非典型的形态。
暗色猪笼草分类的不确定性很大一部分原因是因为没有在模式标本的采集地重新采集标本，同时又将很多类似的植株混入这一类群中。马修·杰布和马丁·奇克在他们1997年发表的专著《猪笼草属（猪笼草科）的框架性修订》中试图解决这个问题，他们将暗色猪笼草描述为一个分布广泛且可变性极高的物种。

### 亚种
已有两个暗色猪笼草的亚种的描述，但其已都不属于暗色猪笼草：
- 棉兰老岛暗色猪笼草（N. fusca subsp. apoensis J.H.Adam & Wilcock ex Jebb & Cheek (1997) nom.nud. [=N. stenophylla]）[6]
- 科斯特曼暗色猪笼草（N. fusca subsp. kostermansiana J.H.Adam & Wilcock ex Jebb & Cheek (1997) nom.nud. [=N. epiphytica]）[6]

这两个亚种最初由朱马特·哈吉·亚当和克里斯托弗·C·威尔科克命名，之后发表于马修·杰布和马丁·奇克1997年的专著《猪笼草属（猪笼草科）的框架性修订》中。由于这两个名称发表时都没有附带充分的描述，所以都为裸名。前者可能基于采集自阿比山的“Chai 35939”号标本。简·斯洛尔认为其实为假猪笼草（N. fallax）的同物异名。
科斯特曼暗色猪笼草的命名依据1963年10月25日由安德烈·约瑟夫·纪尧姆·亨利·科斯特曼于东加里曼丹省伯劳加帕山（Mount Njapa）奇莱河海拔1000米处采集的“Kostermans 21495”号标本。其存放于荷兰国家植物标本馆中。该类群最初被认为是暗色猪笼草的变种，但在2011年，其被描述为一个独立的物种——附生猪笼草（N. epiphytica）；模式标本为“Kostermans 21495”号标本。

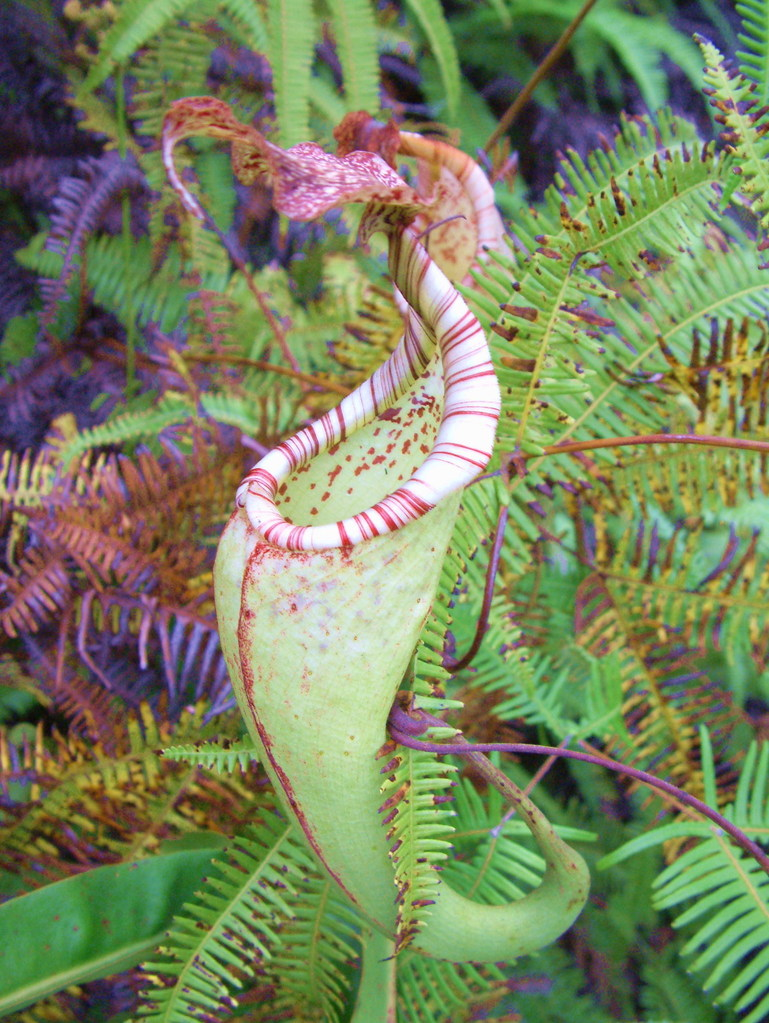
产自苏拉威西的大猪笼草的上位笼

### 大猪笼草
大猪笼草原产于苏拉威西、新几内亚和马鲁古群岛，一些学者曾也认为其广泛存在于婆罗洲。这个分类混乱源于查尔斯·柯蒂斯，由于大猪笼草与暗色猪笼草极其相似，以至于查尔斯·柯蒂斯给收集的种子贴错了标签。虽然当时查尔斯·柯蒂斯很确定他在婆罗洲采集的是柯蒂斯猪笼草（N. curtisii，现被认为是大猪笼草的同物异名）的种子，但实际上并不是。植物学家查尔斯·克拉克在对苏拉威西进行同样的行程考察后发现，大猪笼草常见于此。
马修·杰布和马丁·奇克在他们1997年发表的专著中解决了这个问题。他们将大量被认为是大猪笼草的婆罗洲植株确定为暗色猪笼草，从而排除了婆罗洲上存在大猪笼草的可能。

### 扎克里猪笼草
1996年，朱马特·哈吉·亚当和克里斯托弗·C·威尔科克描述了扎克里柯蒂斯猪笼草（N. curtisii subsp. zakriana）。10年后，朱马特·哈吉·亚当和哈菲查·A·哈米德提（Hafiza A. Hamid）将这个变种重新描述为一个独立的物种，即扎克里猪笼草（N. zakriana）。根据他们的描述，该物种为沙巴海拔1200米至1500米处的特有种。
朱马特·哈吉·亚当和哈菲查·A·哈米德提写道，扎克里猪笼草“与暗色猪笼草的区别在于，暗色猪笼草上位笼和下位笼的笼盖下表面的中线突出，顶端形成一个尖状附属物；基部形成一个钉状附属物”。但大量的学者认为这些区别不足以将这两者区分为两个物种。同时在《婆罗洲的猪笼草》上，安西娅·飞利浦、安东尼·兰姆和李乾一致认为这只是暗色猪笼草的一个变种。

### Nepenthessp. A
在查尔斯·克拉克1997年发表的专著《婆罗洲的猪笼草属植物》中描述了“Nepenthes sp. A”，其产自沙捞越姆鲁山国家公园。虽然它与暗色猪笼草极其相似，很可能是同一个物种，但其颜色与之并不相同。在朱马特·哈吉·亚当和克里斯托弗·C·威尔科克对法萨猪笼草（N. faizaliana）的描述中将法萨猪笼草与之进行了对比。法萨猪笼草的笼盖为圆形，而暗色猪笼草和“Nepenthes sp. A”的为窄三角形，所以这表明这两个物种之间并不存在密切的近缘关系。查尔斯·克拉克认为，虽然这个类群可能属于朱马特·哈吉·亚当和克里斯托弗·C·威尔科克所述更具包容性的暗色猪笼草，但因为对其知之甚少，所以仍将其保留为一个未描述的物种。
“Nepenthes sp. A”首次是以一个未描述的物种出现于安西娅·飞利浦和安东尼·兰姆1988年发表的文章《东马来西亚与文莱的猪笼草》中。

## 形态特征
暗色猪笼草为藤本植物。茎可长达10米，直径宽至8毫米，呈圆柱形。节间距可达7厘米。

### 叶
暗色猪笼草的叶片革质，具柄，为倒卵形至长圆形，可长达15厘米，宽至6厘米。叶尖为急尖至渐尖，可能略为盾形。叶基渐尖至叶柄。叶柄可长达4厘米，成槽状，外翻成一对窄翼，叶柄还包住茎周长的一半。中脉的两侧最多可有3条纵脉，但不明显。羽状脉明显，大量。笼蔓可长达5厘米。

### 捕虫笼
暗色猪笼草的下位笼为圆柱形，通常高达20厘米，宽至4厘米，曾记录到最大的捕虫笼高达28厘米。腹面具一对笼翼，其可宽达5毫米，若将翼须包括在内则可达10毫米，间隔约6毫米。仅捕虫笼下半部的内表面具有腺体。密度为每平方厘米600至650个。蜡质区稀少。笼口前部水平，后部向上拉长形成唇颈。唇平展，宽可达12毫米，唇内缘具不明显的唇齿，不长于0.3毫米。唇内缘部分约占截面表面总长度的51%。笼盖为非常窄的卵形，且其下表面的基部具一个尖状附属物。笼盖基部的后方有一条可长达10毫米的笼蔓尾。
暗色猪笼草上位笼的形状与下位笼明显不同，其下三分之二为窄漏斗形，上三分之一为宽漏斗形。大小与下位笼相似，通常可高达18厘米，最大可至26厘米。捕虫笼内表面的腺体细小，为覆盖型，密度为每平方厘米1500至2000个。笼盖为窄三角形，边缘和末端卷曲。笼翼缩小为一对隆起。

### 花序
暗色猪笼草的花序为紧凑的总状花序。总花梗可长达6厘米，花序轴可会超过10厘米。每一个花梗带1至2朵花，长约8毫米，无苞片。萼片为椭圆形，长约4毫米。一项对来自模式标本（Endert 3955）花粉大小的研究显示，其120粒花粉的平均直径为34.8微米（标准误为0.6，变异系数为9.1%）。

### 毛被
暗色猪笼草植株发育中的部分通常披被着棕色的长毛，成熟大部分后脱落，只有留下部分较短的毛被。

## 生态关系

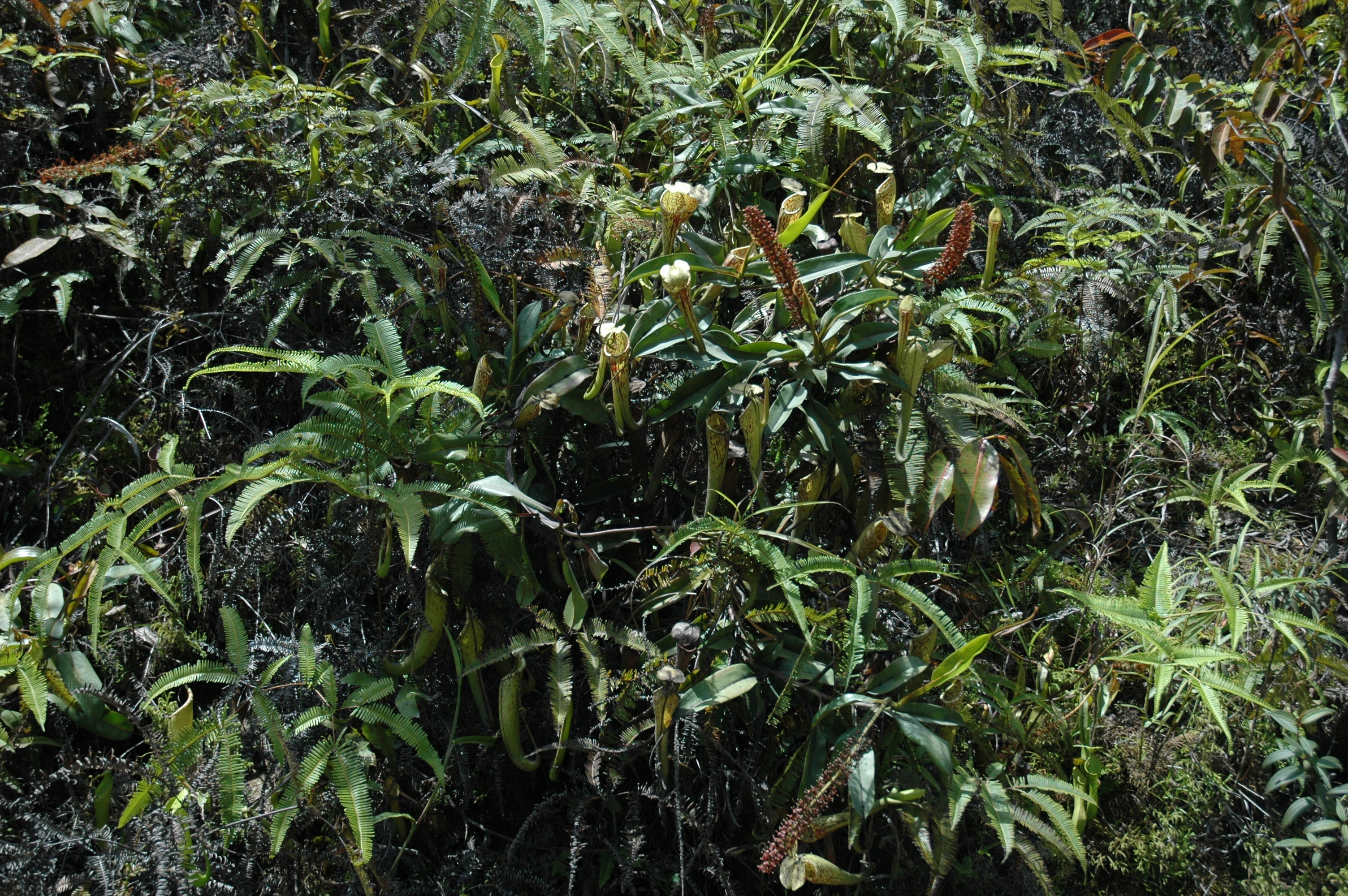
沙捞越一条去往毛律山的道路旁开阔地生长的暗色猪笼草、两眼猪笼草和窄叶猪笼草

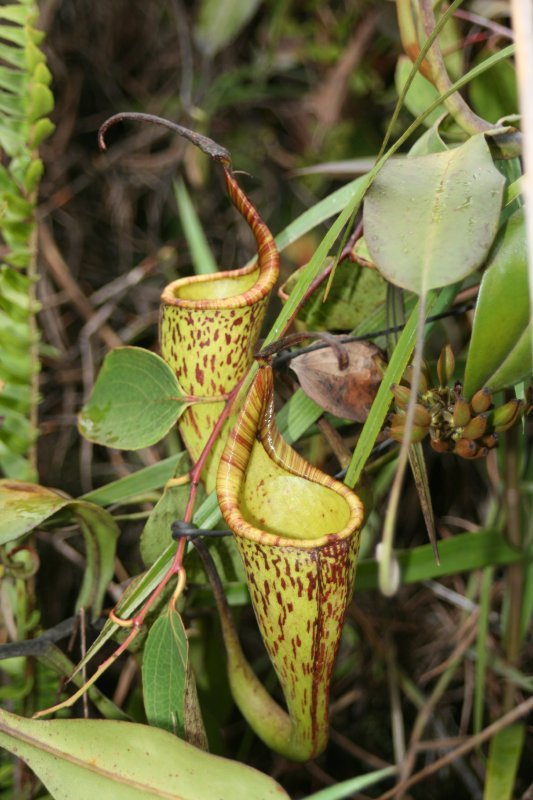
产自克罗克山脉阿兰伯山的暗色猪笼草

暗色猪笼草是婆罗洲加里曼丹中部至沙巴西北部的特有种。记录于文莱、印度尼西亚加里曼丹和马来西亚沙巴和沙捞越等地。其海拔分布范围广泛，为1200米至2500米。偶尔也存在于海拔600米以下的低地丘陵，例如在沙捞越就曾于海拔300米的丘陵森林中发现过暗色猪笼草。
暗色猪笼草常出现于山脊顶部阴暗的苔藓森林中，附生于高10至15米的树干上。这使得它们特别难以发现，而落到地面的枯萎捕虫笼往往是唯一的线索。在这方面，其生态位相当于苏门答腊的邦苏猪笼草（N. bongso）。更为少见的情况是，暗色猪笼草会陆生于山地森林边缘的开阔地或山路旁。暗色猪笼草通常与两眼猪笼草（N. reinwardtiana）、窄叶猪笼草（N. stenophylla）和毛盖猪笼草（N. tentaculata）同域分布。

### 原生地
婆罗洲众多的山脉上都存在着暗色猪笼草。在基纳巴卢山的多个地点都可发现暗色猪笼草，包括堪巴兰格、马劳伊·帕劳伊高原、东部山脊和班邦安河（Bambangan River）等海拔约1500米的地区。其也生长于连接国家公园总部与电站的公路旁，但部分植株也还是会因道路维修而被铲除。此地是少数几个能较容易观察到暗色猪笼草的地点之一。1997年至1998年的厄尔尼诺现象对生长在路边的植被的生存造成了很大的影响。长时间的干旱使得“几乎所有的植株都枯死了”。只有生长在相对较阴暗处的植被没有受到这么大的影响，种群在第二年才似乎得以恢复。
暗色猪笼草还存在于毗邻基纳巴卢山，去往马穆特铜矿（Mamut Copper Mine）的公路旁，在此其与大型平庸猪笼草（N. macrovulgaris）、窄叶猪笼草和暗色猪笼草与窄叶猪笼草的自然杂交种同域分布；其还与豹斑猪笼草（N. burbidgeae）的分布地相隔不远。其也分布于坦布幼昆山附近。
在特鲁斯马迪山海拔1800米处，暗色猪笼草附着于杜英属（Eleocarpus）树木上生长。少量植株也存在于海拔1592米的岩壁上，生长于蕨类（Gleichenia truncata）及竹叶兰属（Eleocarpus）之间；这些个体的捕虫笼存在不明显的红斑，而茎及中脉的下表面几乎为黑色。
暗色猪笼草在克罗克山脉的最高峰阿兰伯山相当丰富，已发现了许多颜色的变种，包括一个下位笼外表面纯绿而内表面及笼盖下表面为具红色斑点的类群。而一个非典型的黄色变型在存在于沙巴西南部的卢马库山中。其他分布地则包括金马尼士至根地咬的山路附近及阿波达里山（Mount Apo Dari）海拔约1500米处。
在沙捞越的姆鲁山，暗色猪笼草生长在海拔低于1200米的地区，因而其分布地没有与此山上的另外两种猪笼草有重叠：佛氏猪笼草（N. vogelii）分布于海拔1200米至1500米处，胡瑞尔猪笼草（N. hurrelliana）分布于海拔1500米以上的地区。在沙捞越中部的霍斯山脉，暗色猪笼草通常作为一种附生植物生长于海拔700米至1200米的低地山林中。其偶尔也会出现于路基旁。

### 保护状况
根据2000年进行的评估，暗色猪笼草已被列入《2006年世界自然保护联盟濒危物种红色名录》，保护状况为易危。这与查尔斯·克拉克在1997年根据世界自然保护联盟的标准进行的非正式评估的结果一致。但查尔斯·克拉克指出，由于大部分暗色猪笼草都分布于国家公园中，所以他们“在未来一段时间内不会受到很大的威胁”。考虑到这点，他建议将暗色猪笼草的保护状况修订为依赖保育。而与此同时，世界保护监测中心仅将其列为无危。
原生地破坏是暗色猪笼草在野外面临的最为严重的威胁。因暗色猪笼草没有什么特别之处，食虫植物爱好者对其并不特别感兴趣。同时，暗色猪笼草通常附生于高大的树干上，所以植物采集者很少会采集暗色猪笼草。

## 相关物种
暗色猪笼草与婆罗洲的附生猪笼草（N. epiphytica ）、柔毛猪笼草(N. mollis)、宽唇猪笼草（N. platychila）、窄叶猪笼草和佛氏猪笼草间存在着最为密切的近缘关系。而在一定程度上，其也与大猪笼草系物种之间存在着近缘关系，其包括包西猪笼草（N. boschiana）、陈氏猪笼草（N. chaniana）、艾玛猪笼草（N. eymae）、法萨猪笼草（N. faizaliana）、克洛斯猪笼草（N. klossii）及大猪笼草部分学者认为柔毛猪笼草与胡瑞尔猪笼草为同一个物种，所以柔毛猪笼草可能与暗色猪笼草间也存在着密切的近缘关系。
此外扎克里豬籠草(N. zakriana)以及N.dactylifera 曾被歸類為暗色豬籠草以下的亞種（ 德國園藝商出品的be 3070就是 dactylifera，而剛出品時被命名為fusca ），後來才因某些特徵不同而分離

### 胡瑞尔猪笼草
从捕虫笼的形态上来说，胡瑞尔猪笼草的下位笼与暗色猪笼草并不相似，但其上位笼却与之极为类似。在婆罗洲的猪笼草中，只有这两个物种具有窄三角形的笼盖。胡瑞尔猪笼草的上位笼与暗色猪笼草的区别在于，其笼口水平，笼口基部突然向上拉长，形成一个较长的唇颈，同時也有交寬的唇寬。同时，在笼盖的下表面存在具粗毛的尖状附属物。
而从暗色猪笼草的变型上来说，胡瑞尔猪笼草与产于沙巴克罗克山脉南部的暗色猪笼草特别相似。这个地区的暗色猪笼草变型具有比其他地区的更宽的唇、更长的唇颈和更显三角形的笼盖。但这个变型的唇仍没有胡瑞尔猪笼草的发达，也没有茂密的被毛。此外，胡瑞尔猪笼草笼盖下表面蜜腺的分布状况也与之不同。

### 佛氏猪笼草
1961年，人们采集到了第一份佛氏猪笼草的标本，但它被错误标记为暗色猪笼草。1969年，植物学家仓田重夫对这份标本进行了研究后注意到其不应该列入暗色猪笼草的变种中。尽管如此，直到2002年佛氏猪笼草才被正式描述。佛氏猪笼草与暗色猪笼草的区别在于，其捕虫笼体型较小，且笼盖下表面无附属物。此外，佛氏猪笼草的笼盖为宽三角形，而暗色猪笼草的为窄三角形。此外，佛氏猪笼草捕虫笼的颜色也较特别，底色为奶油色，上面有黑色的斑点。

### 法萨猪笼草
法萨猪笼草与暗色猪笼草也很相似。在朱马特·哈吉·亚当和克里斯托弗·C·威尔科克关于法萨猪笼草的描述中，以花序的结构、上位笼内表面腺体的大小和毛被的发达程度将其与暗色猪笼草进行了对比。此外，法萨猪笼草的笼盖比暗色猪笼草的更接近圆形。

### 其他
可依照其较宽的唇及笼盖的下表面无附属物，将宽唇猪笼草与暗色猪笼草相区别。暗色猪笼草同时也与产于苏拉威西的艾玛猪笼草及广布于苏拉威西、新几内亚和马鲁古群岛的大猪笼草间存在着密切的近缘关系。

## 自然杂交种
由于暗色猪笼草广布于婆罗洲，因此其与许多猪笼草物种形成了自然杂交种。但这些自然杂交种大多继承了暗色猪笼草附生的特点，因此常较难以发现它们。

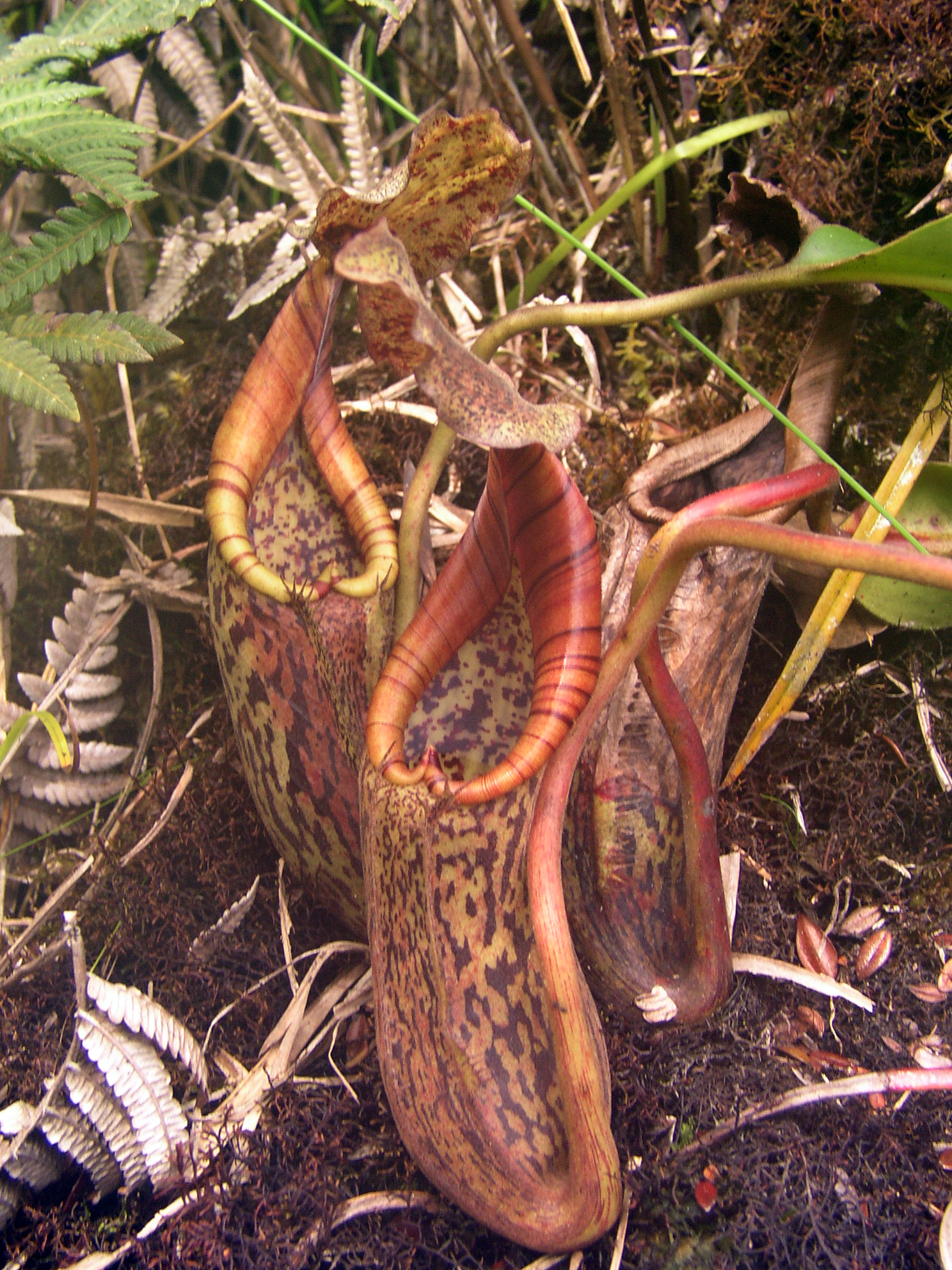
产于马西劳的豹斑猪笼草与暗色猪笼草的自然杂交种

### 豹斑猪笼草与暗色猪笼草的自然杂交种
豹斑猪笼草与暗色猪笼草的自然杂交种（N. burbidgeae × N. fusca）最初是在20世纪80年代一次对沙巴的考察中发现的。

### 暗色猪笼草与劳氏猪笼草的自然杂交种
查尔斯·克拉克曾认为这个自然杂交种是陈氏猪笼草（N. chaniana）与劳氏猪笼草的一个自然杂交种（当时陈氏猪笼草被认为是细毛猪笼草（N. pilosa）的同物异名）。但是安西娅·飞利浦、安东尼·兰姆和李乾并不认同他们的观点，在他们2008年的专著《婆罗洲的猪笼草》中指出该自然杂交种具有暗色猪笼草的特征，如三角形的笼盖和细长的唇颈。他们还提到暗色猪笼草与劳氏猪笼草共同分布于阿兰伯山的山顶地区，而陈氏猪笼草在此较为罕见。另一个可能的亲本——窄叶猪笼草也不存在于此。
罗伯特·坎特利和查尔斯·克拉克曾在沙捞越的巴杜拉威山上发现了暗色猪笼草与劳氏猪笼草的自然杂交种（N. fusca × N. lowii）。之后，查尔斯·克拉克在沙巴的克罗克山脉，特别是靠近阿兰伯山山顶的地区发现了该自然杂交种更大型的植株。最近也已在特鲁斯马迪山发现了该自然杂交种的单一植株。这个自然杂交种捕虫笼的中部略微收缩，通体颜色为绿色至暗紫色。
该自然杂交种与暗色猪笼草的区别在于，其笼盖的下表面存在长毛。而与劳氏猪笼草的区别在于，其茎和叶片边缘具有密集的毛被，且具有卷曲成圆柱形的发达的宽唇。劳氏猪笼草下位笼的唇上具有明显的唇齿，而该自然杂交种不明显。此外，其笼盖的下表面具有从暗色猪笼草继承来的蜜腺。
暗色猪笼草与劳氏猪笼草的自然杂交种有时会与陈氏猪笼草与维奇猪笼草的自然杂交种（N. chaniana × N. veitchii）相互混淆。它们之间的区别在于，后者的唇更宽、更平展，后翻的幅度较小。此外，其笼盖不如前者圆，也没有劳氏猪笼草特有的长毛结构，并且在茎和叶片上存在密集的被毛。

### 暗色猪笼草与两眼猪笼草的自然杂交种
暗色猪笼草与两眼猪笼草的自然杂交种（N. fusca × N. reinwardtiana）已被记录到。虽然纳奎友丁猪笼草（N. naquiyuddinii）通常被认为是两眼猪笼草的同物异名，但因其也可能就是该自然杂交种。

### 暗色猪笼草与窄叶猪笼草的自然杂交种
暗色猪笼草与窄叶猪笼草的自然杂交种（N. fusca × N. stenophylla）存在于特鲁斯马迪山的东部山坡的低地山林中。暗色猪笼草与窄叶猪笼草在此同域分布。其还存在于马穆特铜矿。该自然杂交种与窄叶猪笼草很相似，区别在于其笼盖为椭圆形。

### 暗色猪笼草与毛盖猪笼草的自然杂交种
莱纳斯·嘉库西（Linus Gokusing）在阿兰伯山海拔1800至2000米的山顶地区的高地山地森林中发现了暗色猪笼草与毛盖猪笼草的自然杂交种（N. fusca × N. tentaculata）。其亲本广泛分布于此。

### 其他自然杂交种
此外，还发现了暗色猪笼草与宽唇猪笼草、马来王猪笼草（N. rajah）和维奇猪笼草的自然杂交种。
胡瑞尔猪笼草捕虫笼的外形接近于暗色猪笼草和维奇猪笼草的中间型。这使得其物种地位受到了怀疑，部分学者认为其可能起源于自然杂交种。但实际上，胡瑞尔猪笼草同暗色猪笼草与维奇猪笼草的自然杂交种还是有很大区别的。所以现在大多数学者还是认为胡瑞尔猪笼草是一个独立的物种。

## 种植方法

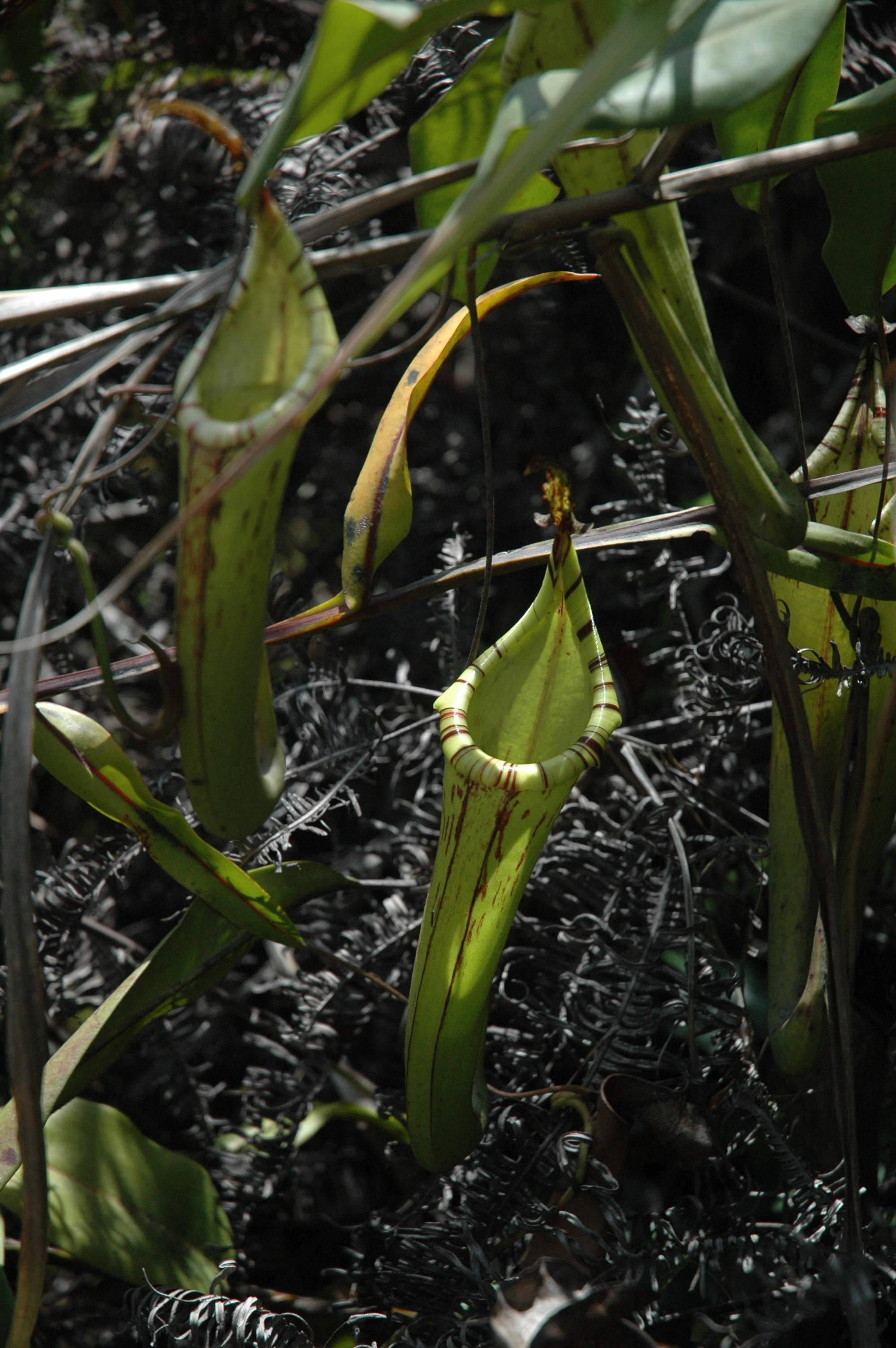
野外的暗色猪笼草通常生长在较阴暗的环境中，这说明暗色猪笼草对光的需求比其他猪笼草低，其可以在光照水平较低的环境中正常生长。

2004年，专业园艺家罗伯特·萨西罗托（Robert Sacilotto）根据1996年至2001年的实验，在《食虫植物通讯》上发表了一篇关于几种高地猪笼草的种植条件范围的文章。
罗伯特·萨西罗托发现暗色猪笼草的抗逆性很强；在未经抗真菌剂处理的病株试验中，没有任何试验组的存活率低于75%。暗色猪笼草可耐受的温度范围为10至38℃，但夜间温度必须在21℃以下才能健康生长。若不能提供这样的环境，则植株会生长迟缓，且捕虫笼也会发育不良。实验表明，暗色猪笼草生长所需的空气湿度为65%至90%。
暗色猪笼草适合种植于由10%泥炭、30%珍珠岩、60%水苔和树皮组成的混合基质中。基质的pH值在4.5至5.0之间为宜，最佳电导率介于10至45西门子之间。
暗色猪笼草由高压钠灯或卤素灯提供人工光照时，适宜的光照强度为6400至8600勒克斯。当由荧光灯等冷光源提供人工光照时，适宜的光照强度为5400至7500勒克斯。当植株的光源由前者调至后者时，其颜色会发生显著变化；绿色的叶片变为青铜色，而捕虫笼上斑点的颜色变深。

## 扩展阅读
- ARKive中暗色猪笼草的信息
- 食虫植物照片搜寻引擎中暗色猪笼草的照片 （页面存档备份，存于）

 维基共享资源上的相關多媒體資源：暗色猪笼草
 維基物種上的相關：暗色猪笼草